# Pitos del Santo

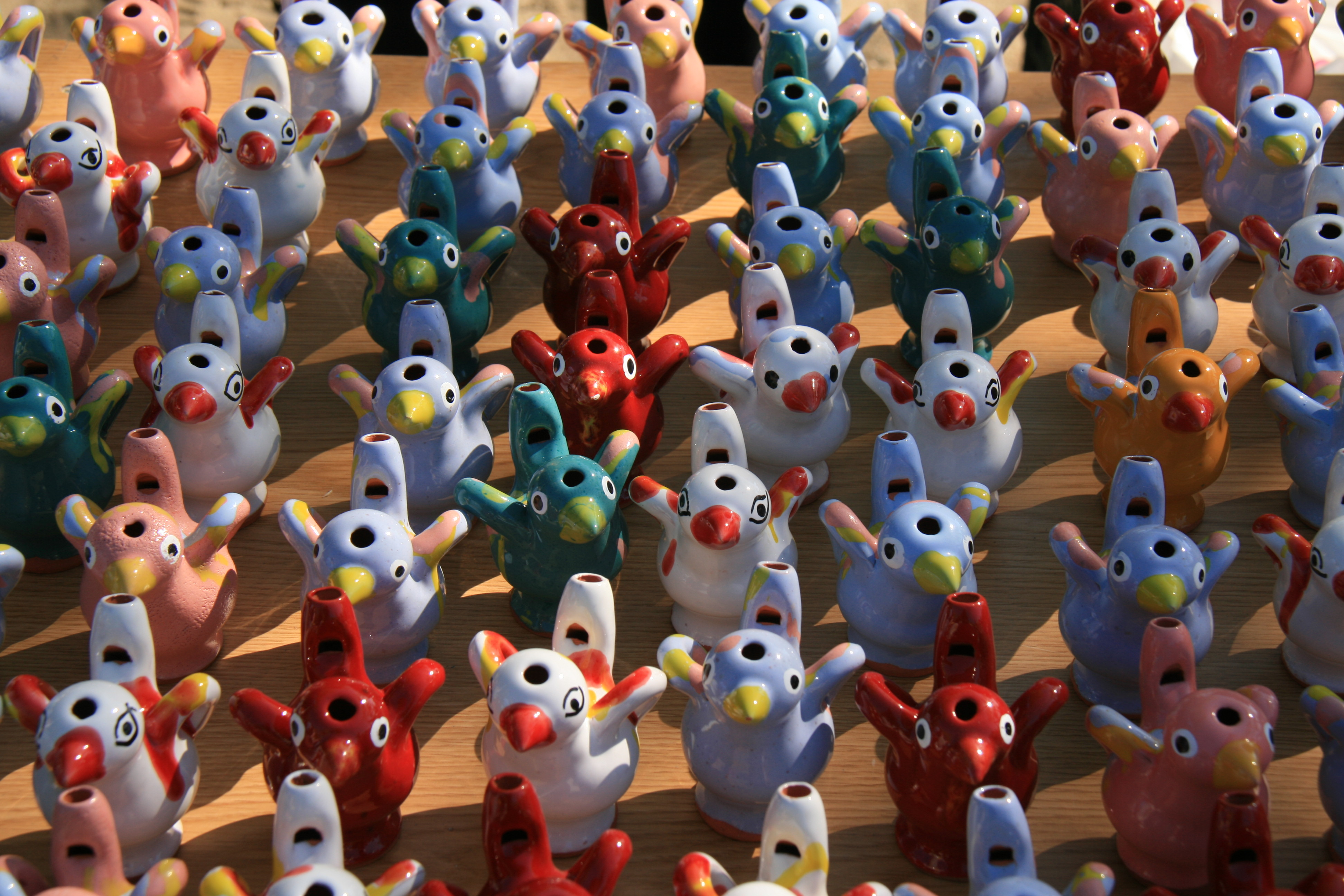
Pitos del Santo, a la venta en la feria callejera de San Isidro.

Pitos del Santo o canarios son los nombres populares que reciben unos silbatos o "pitos" de juguete con forma de pájaro que se venden durante las fiestas de San Isidro Labrador, celebradas el 15 de mayo en la pradera o Parque de San Isidro, en Madrid.

## Funcionamiento
Se elaboran en barro o vidrio, con forma de pequeños pájaros de colores. Se llenan parcialmente de agua y mediante tres aberturas se puede modular la intensidad sonora al ser soplados, produciendo un gorjeo que se asemeja al canto de los canarios.